# غراهام لورد
غراهام لورد (بالإنجليزية: Graham Lord)‏ هو كاتب سير وصحفي بريطاني، ولد في 16 فبراير 1943 في موتاري في زيمبابوي، وتوفي في 13 يونيو 2015 بسبب سرطان الكبد.